# Гней Сервилий Цепион (консул 203 пр.н.е.)
Вижте пояснителната страница за други личности с името Гней Сервилий Цепион.
Гней Сервилий Цепион (на латински: Gnaeus Servilius Caepio; † 174 пр.н.е.) e политик на Римската република през края на 3 век пр.н.е.

## Биография
Произлиза от патрицианската фамилия Сервилии. Неговият баща или дядо е Гней Сервилий Цепион (консул 253 пр.н.е.).
Цепион е приет през 213 пр.н.е. в жреческата колегия на понтифексите и през 207 пр.н.е. е едил. През 205 пр.н.е. e градски претор и трябва да преселва национализирани кампанийци. През 203 пр.н.е. Цепион е избран за консул заедно с Гай Сервилий Гемин.
През последната фаза на Втората пуническа война Ханибал е извикан обратно в Картаген. Така Цепион отива в дадената му провинция Брутия, където подчинява остатъци от държани от картагенците градове. Сенатът му забранява да следва Ханибал в Африка и той отива в Сицилия. Ханибал поема политическото управление на Картаген като суфет. През 195 пр.н.е. сенатът изпраща Цепион като водач на тричленна делегация до Картаген, за да даде на съд Ханибал, заради плановете му да нападне Рим със селевкидския крал Антиох III. Ханибал бяга от страната, преди да го убият.
През 192 пр.н.е. Цепион има друга дипломатическа задача и пътува до Гърция и води преговори с различни гръцки държави.
През 174 пр.н.е. Цепион умира от върлуващата по това време епидемия. Неговият син Гней Сервилий Цепион е консул през 169 пр.н.е.